# Grande fome na Coreia do Norte
A Grande fome da Coreia do Norte, conhecida também como Marcha Árdua (hangul: 북한기근; Chosŏn'gŭl: 고난의 행군), foi uma crise de fome ocorrida na Coreia do Norte entre os anos de 1994 e 1998.
A fome foi ocasionada por variados fatores. A crise econômica causada após a dissolução da União Soviética e o próprio fim da União Soviética, causaram um rápido declínio na produção e importação de alimentos. Uma série de inundações e secas ajudaram a agravar a crise já existente. O sistema de economia planificada da Coreia do Norte se provou ineficiente para resolver a crise. O número de mortes estão entre 240 000  e 3 500 000. 

## Marcha Árdua
A grande fome, conhecida na Coreia do Norte pelas palavras de código oficialmente ordenadas konanŭi haenggun , foi um evento central na história do país, forçando o regime e seu povo a mudar de maneira fundamental e imprevista. 
Somente cerca de 20% do terreno montanhoso da Coreia do Norte é terra arável. Grande parte da terra está livre de geadas durante seis meses, permitindo apenas uma colheita por ano. O país nunca foi auto-suficiente em alimentos, e muitos especialistas consideraram irrealista tentar ser. 
No final da década de 1980, quando a União Soviética sob o comando de Mikhail Gorbachev iniciou uma reforma política e econômica, começou a exigir o pagamento à Coreia do Norte de ajuda passada e atual - montantes que a Coreia do Norte não poderia pagar. Em 26 de dezembro de 1991, a União Soviética entrou em colapso, acabando com todas as concessões de ajuda e comércio, como o petróleo barato. Sem a ajuda soviética, o fluxo de importações para o setor agrícola da Coreia do Norte terminou, e o governo se mostrou inflexível demais para responder. Em 1991, as importações de energia diminuíram 75%.  A economia entrou em uma espiral descendente, com as importações e as exportações caindo em tandem. As minas de carvão inundadas requeriam eletricidade para operar bombas, E a escassez de carvão piorou a escassez de eletricidade. A agricultura dependia de sistemas de irrigação com energia elétrica e fertilizantes e pesticidas artificiais, e foi duramente atingida pelo colapso econômico. 
A maioria dos norte-coreanos tinha experimentado privação nutricional muito antes de meados dos anos 90. O país já havia sido alimentado com um sistema econômico centralmente planejado que superproduzidos alimentos, há muito havia atingido os limites de sua capacidade produtiva, e não poderia responder eficazmente a choques exógenos . 
As empresas de comércio de Estado da Coreia do Norte emergiram como um meio alternativo de conduzir as relações econômicas externas. Ao longo das duas últimas décadas, essas empresas comerciais declaradas tornaram-se importantes condutas de financiamento para o regime, com uma porcentagem de todas as receitas indo "diretamente para as contas pessoais de Kim Jong-il... [que foram] usadas para garantir e manter a lealdade da liderança sênior". 
O país logo instigou medidas de austeridade, apelidado de "comer duas refeições por dia". Estas medidas revelaram-se inadequadas para travar o declínio económico. De acordo com a professora Hazel Smith, da Universidade de Cranfield, sem a ajuda desses países a Coreia do Norte não conseguiu responder adequadamente à fome que se aproximava. Por um tempo, a China encheu a lacuna deixada pelo colapso da União Soviética e apoiou a oferta de alimentos da Coreia do Norte com ajuda significativa. Em 1993, a China estava fornecendo à Coreia do Norte 77% de suas importações de combustíveis e 68% de suas importações de alimentos. Assim, a Coreia do Norte substituiu a dependência da União Soviética pela dependência da China - com previsíveis consequências terríveis. Em 1993, a China enfrentou seus próprios déficits de grãos e necessidade de moeda forte, e cortou acentuadamente a ajuda à Coreia do Norte.